# Harmothoe waahli
Harmothoe waahli är en ringmaskart som först beskrevs av Johan Gustaf Hjalmar Kinberg 1855.  Harmothoe waahli ingår i släktet Harmothoe och familjen Polynoidae. Inga underarter finns listade i Catalogue of Life.